# まきび公園

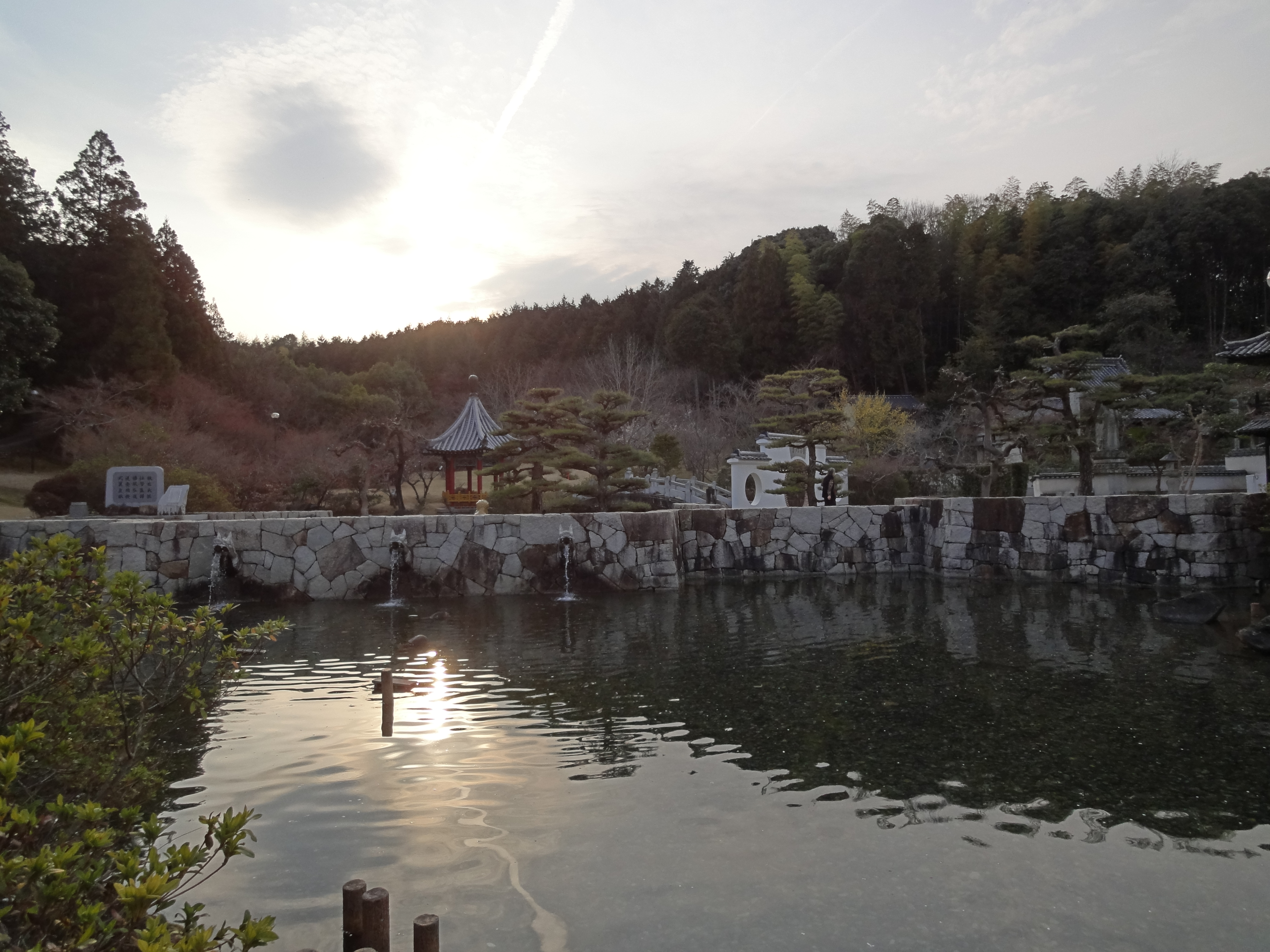
公園内の庭園

まきび公園（まきびこうえん）は、岡山県倉敷市真備町にある公園である。

## 概要
1986年（昭和61年）5月に中華人民共和国西安市に吉備真備の記念碑と日本庭園が建立されたことを記念して、同年10月に開園した。中国風の公園として設計され、園内には六角亭や門窓、竜頭などが配されているほか、植えられている樹木は中国で尊重される楷、柳、梅などで修景されている。記念広場には、西安市に建立されている吉備真備の記念碑と同形の記念碑がある。
そのほか、吉備真備一族の菩提寺といわれる吉備寺や墳墓もあり、周辺には舘址や産湯の井戸・琴弾岩などの遺跡や名勝がある。

## 施設など

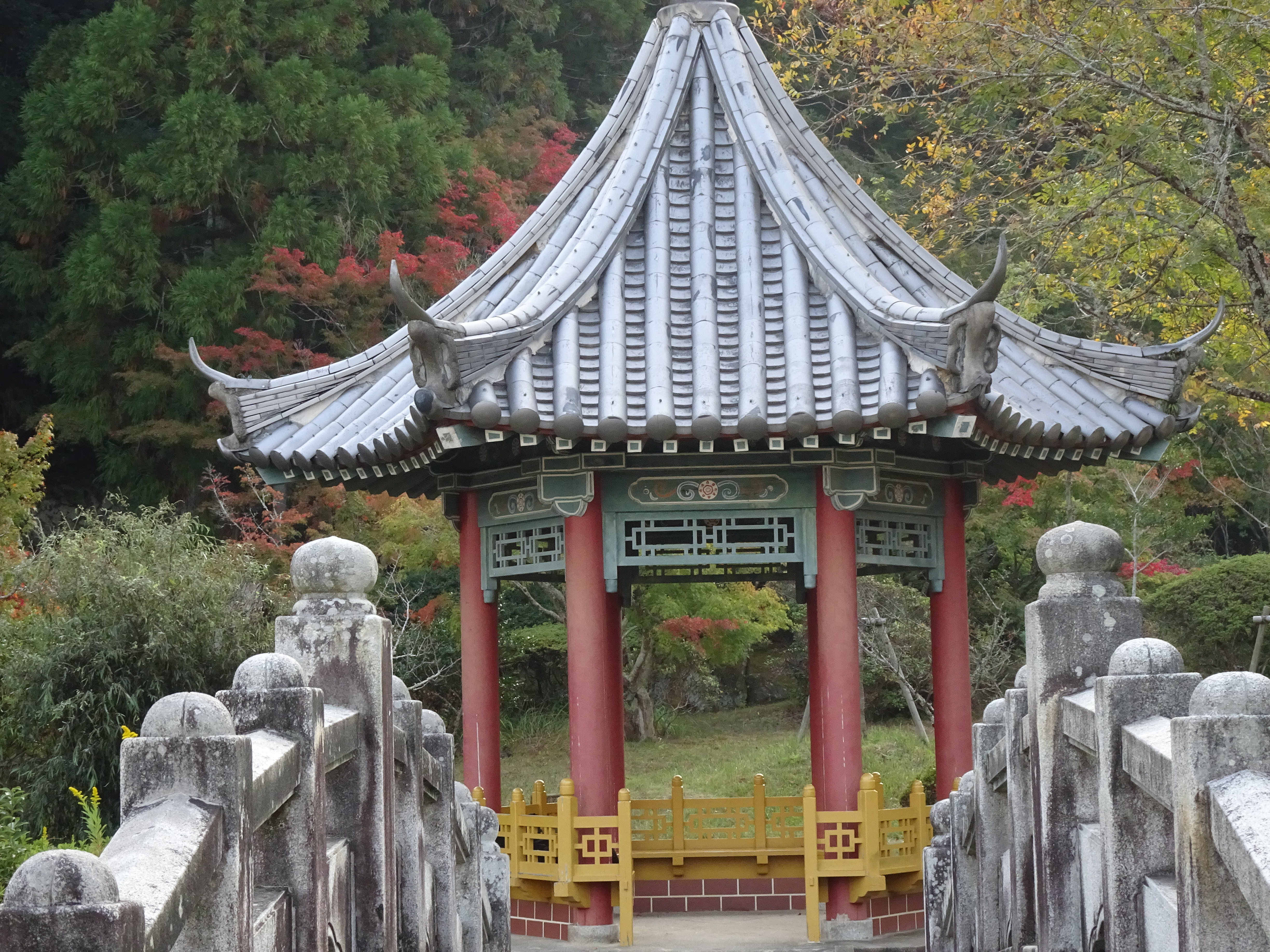
六角亭
- ぼたん園
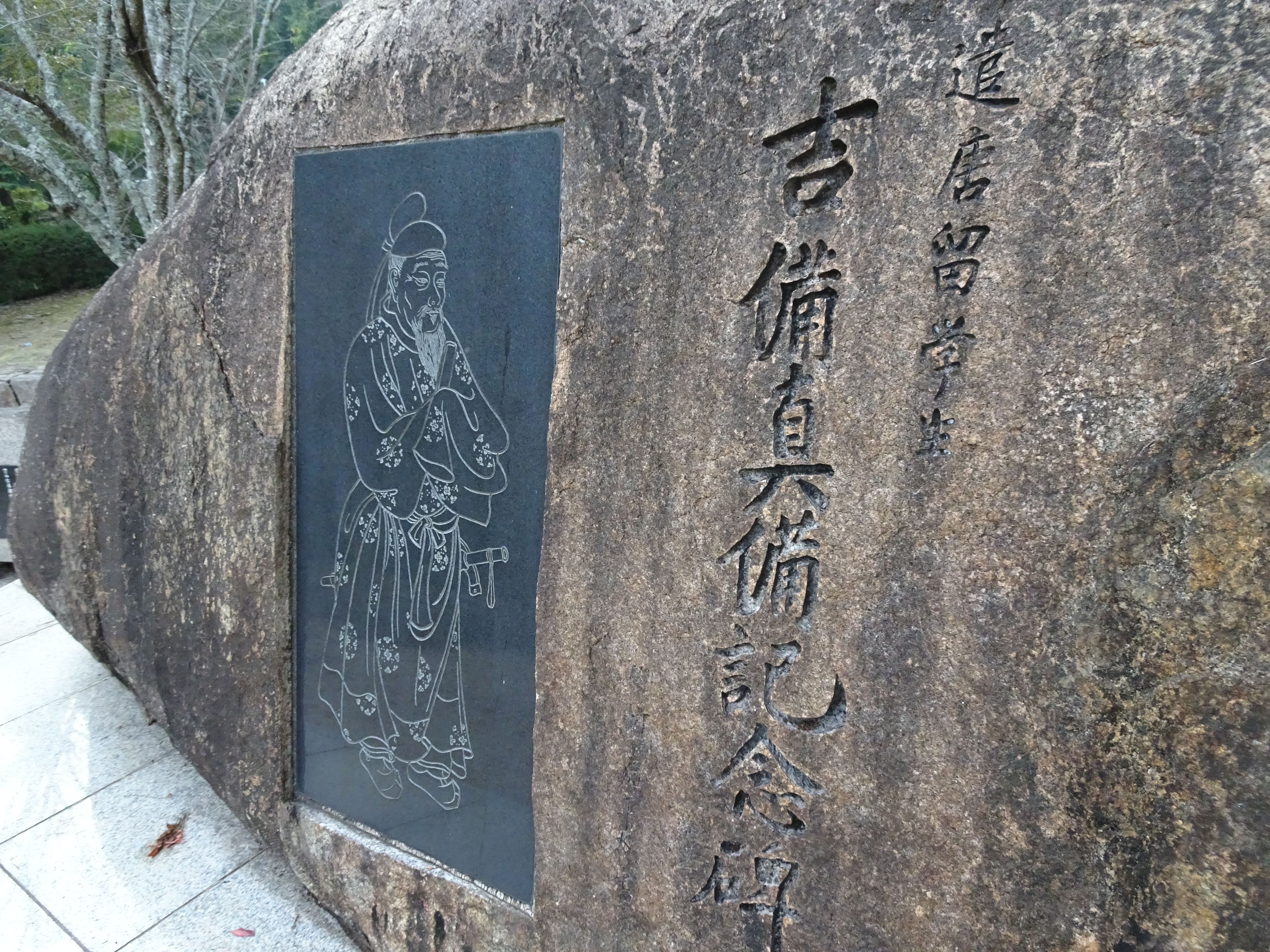
吉備真備記念碑
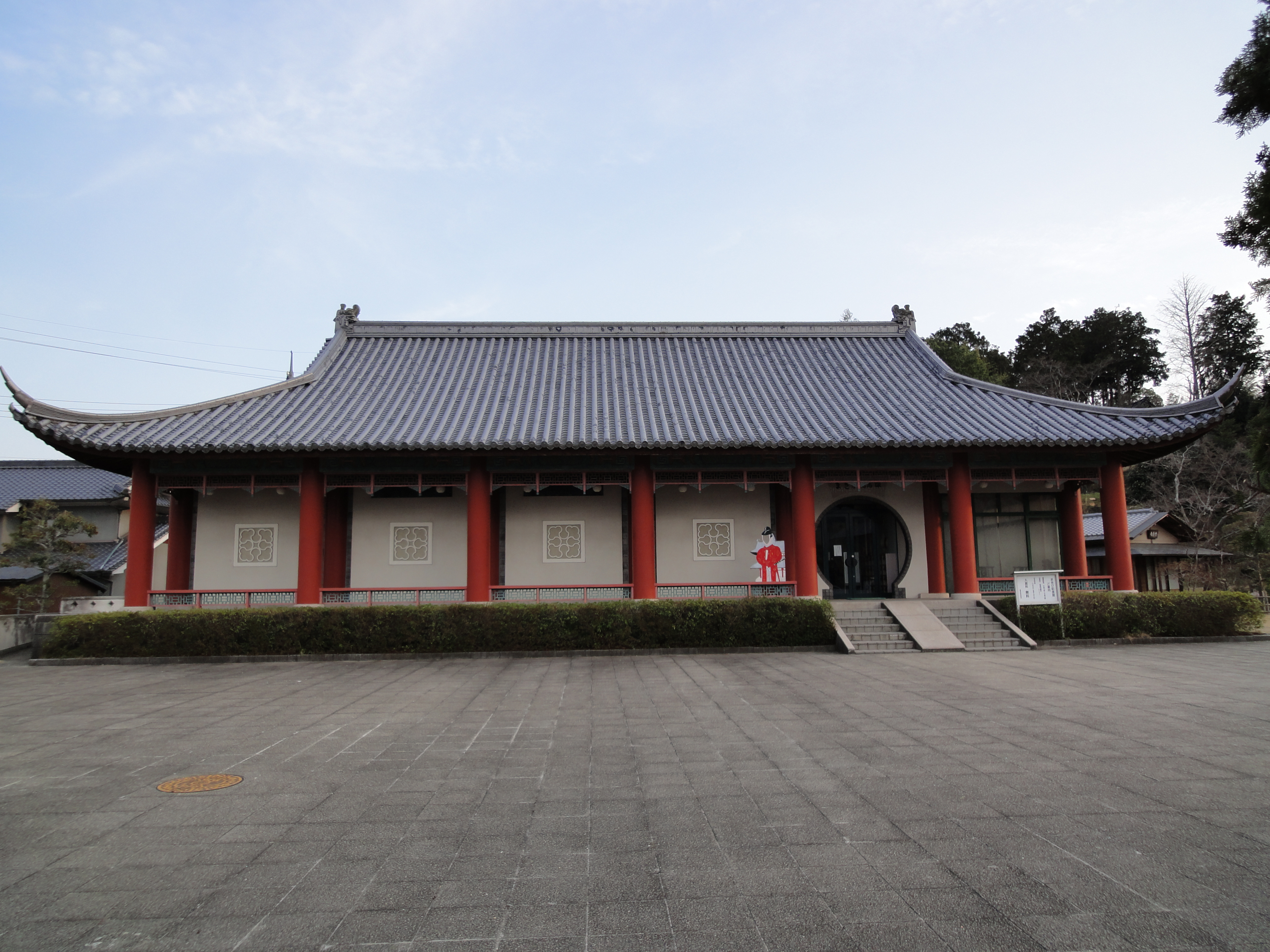
まきび記念館
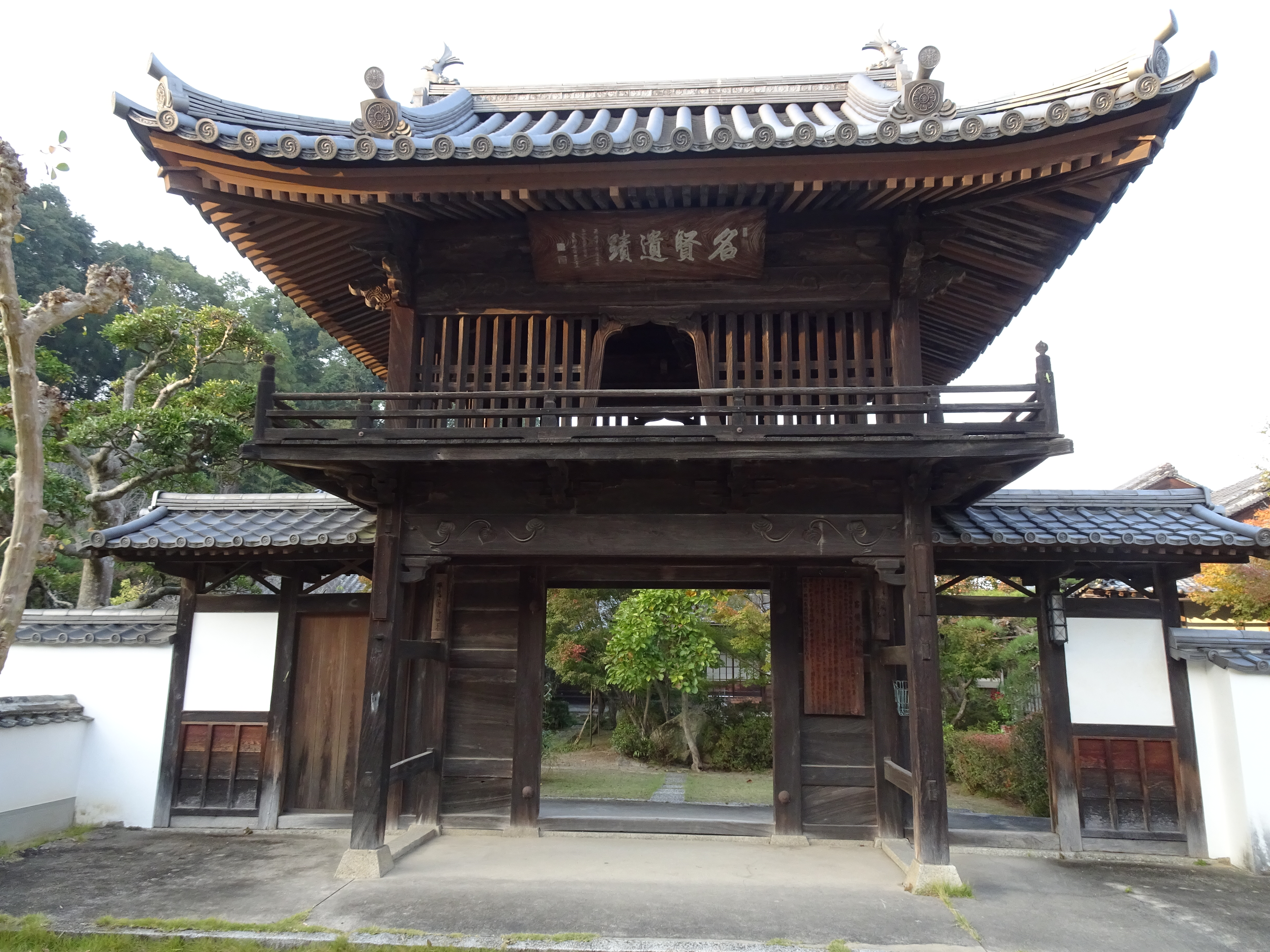
吉備寺
- 展望広場

- 六角亭
- 吉備真備記念碑
- まきび記念館
- 吉備寺

## アクセス
自動車
- 山陽自動車道玉島ICから10分。
- 岡山自動車道岡山総社ICから30分。

交通機関
- JR倉敷駅北口2番のりばから井笠鉄道バス「矢掛」行きで「備中箭田」下車、徒歩3分。
- 井原鉄道吉備真備駅から徒歩15分。